# فشارش (زمین‌شناسی)
فشارش یا فشردگی (انگلیسی: Compression) در زمین‌شناسی به مجوعه‌ای از تنش گفته می‌شود که با جهت همگرا به سمت مرکز سنگ وارد می‌آید. مقاومت فشاری عبارت است از بیشینه تنش فشاری که می‌تواند به یک ماده پیش از شکستن آن وارد شود. هنگامی که بیشینه تنش فشاری در جهت افقی وارد می‌شود، پدیده راندگی می‌تواند است روی دهد که نتیجه آن کوتاه و ضخیم‌شدن آن بخش از پوسته زمین است. اگر بیشینه تنش فشاری در جهت عمودی وارد شود، بخشی از سنگ به شکل گسل عادی شکسته می‌شود که نتیجه آن گسترش افقی و نازک‌شدن عمودی یک لایه مشخص از سنگ است. تنش فشاری همچنین می‌تواند باعث چین‌خوردگی سنگ‌ها نیز شود. به دلیل بزرگای زیاد تنش سنگ‌ایستایی در صفحه‌های زمین‌ساختی، تغییر شکل در مقیاس زمین‌ساختی همیشه به دلیل تنش فشاری خالص است.

## نوشتارهای وابسته
- کشش (زمین‌شناسی)
- برش (زمین‌شناسی)